# ShAKe (漫画家)
ShAKe（しゃけ、3月8日 - ）は、日本の漫画家。男性。愛知県出身。

## 経歴・特徴
商業誌には『COMICポプリクラブ』2011年にデビュー。以後、同誌などに作品を発表していた。2009年から同人サークル「shake style」として活動している。
高校まで水泳部だった。姉属性ものが好み。フリルや猫耳を描くのが苦手。ネームをカラオケ部屋でかくことが多いという。本やゲームの買いすぎで置き場に困っているという。

## 作品リスト

### 単行本
- 『純恋テンプテーション』 2014年5月24日発売[6]、ジーオーティー〈キャノプリcomic〉、ISBN 978-4-86084-916-0
  - my first…♥ （COMICポプリクラブ 2013年9月号）
  - my first…repure♥ （描き下ろし）
  - 好き?×好き （COMICポプリクラブ 2013年11月号）
  - 姉と制服と筆下ろしえっち!? （ジーオーティー『コミックグレープ』vol.5）
  - MAGICAL runaway （COMICポプリクラブ 2012年7月号）
  - 以心伝心 kareute.1 （COMICポプリクラブ 2013年2月号）
  - 以心伝心 kareute.2 （COMICポプリクラブ 2013年4月号）
  - はうりんぐ×ぱにっく♪ （COMICポプリクラブ 2013年7月号）
  - Prize Lesson （COMICポプリクラブ 2012年3月号）
  - MakeUP （COMICポプリクラブ 2012年10月号）
  - いたいけBathTime （COMICポプリクラブ 2011年8月号）

### 未収録作品
- 雨､トキドキ恋模様 （COMICポプリクラブ 2011年6月号）
- Laundry♥Lingerie （コミックPフラート VOL.14〈コミックポプリクラブ2011年11月号増刊〉）
- 推薦補習 （光彩書房『純愛果実』2012年7月号）
- 催眠情事 （純愛果実 2012年11月号）